# Rolls-Royce 10 hp
O Rolls-Royce 10 hp foi o primeiro automóvel a ser produzido como resultado de um acordo de 23 de dezembro de 1904 entre Charles Rolls e Henry Royce, e recebeu o selo Rolls-Royce. O 10 hp foi produzido pela empresa de Royce, a Royce Ltd., em sua fábrica em Cooke Street, Hulme, Manchester, e vendido exclusivamente pela concessionária de automóveis da Rolls, a C.S.Rolls & Co., ao preço de £ 395. O 10 hp foi exibido no Salão de Paris em dezembro de 1904, juntamente com os carros 15 hp e 20 hp e o motor para os modelos 30 hp.
O 10 hp foi um desenvolvimento do primeiro carro de Henry Royce, o Royce 10, do qual ele produziu três protótipos em 1903. Este, por sua vez, era baseado em um Decauville usado de propriedade de Royce, que ele acreditava corretamente que poderia melhorar. Em particular, Royce conseguiu tornar seu carro significativamente mais silencioso do que os carros existentes. Ao contrário do Royce 10, que tinha um radiador plano, o Rolls-Royce 10 hp apresentava um com a parte superior triangular, que apareceria em todos os carros subsequentes.
O motor é um bicilíndrico refrigerado a água de 1.800 cc, ampliado para 1.995 cc em carros posteriores, com válvulas de admissão e escape laterais no cabeçote, baseado no motor Royce original, mas com um virabrequim aprimorado. A potência era de 12 hp a 1.000 rpm. O carro atinge uma velocidade máxima de 63 km/h. Há um freio de transmissão instalado atrás da caixa de câmbio, acionado por pedal, e freios a tambor expansíveis internos no eixo traseiro, acionados pela alavanca do freio de mão. O amortecimento é feito por molas de lâminas semi-elípticas nos eixos dianteiro e traseiro. É um carro pequeno com distância entre eixos de 1.905 mm e bitola de 1.219 mm.
A Rolls-Royce pretendia fabricar 20 desses carros, mas apenas 16 foram fabricados, pois se acreditava que um motor bicilíndrico não seria apropriado para a marca. O último 10 hp foi fabricado em 1906.
A Rolls-Royce não forneceu a carroceria. Em vez disso, os carros foram vendidos em chassis para que o cliente contratasse sua própria encarroçadora, com recomendação da Barker.
Acredita-se que quatro deles ainda existam: o mais antigo, um carro de 1904, com matrícula U44, chassi 20154, foi vendido por £ 3,2 milhões (aproximadamente £ 3,6 milhões após comissão e impostos) a um colecionador particular pela casa de leilões Bonham's em dezembro de 2007; o AX 148 de 1905, chassi 20162, pertence à Coleção do Museu de Ciências do Reino Unido e costuma estar em exposição no Museu de Ciência e Indústria de Manchester; e o SU 13, chassi 20165, de 1905, pertence à Bentley Motors. Acredita-se que um quarto carro, chassi 20159, esteja em uma coleção particular.

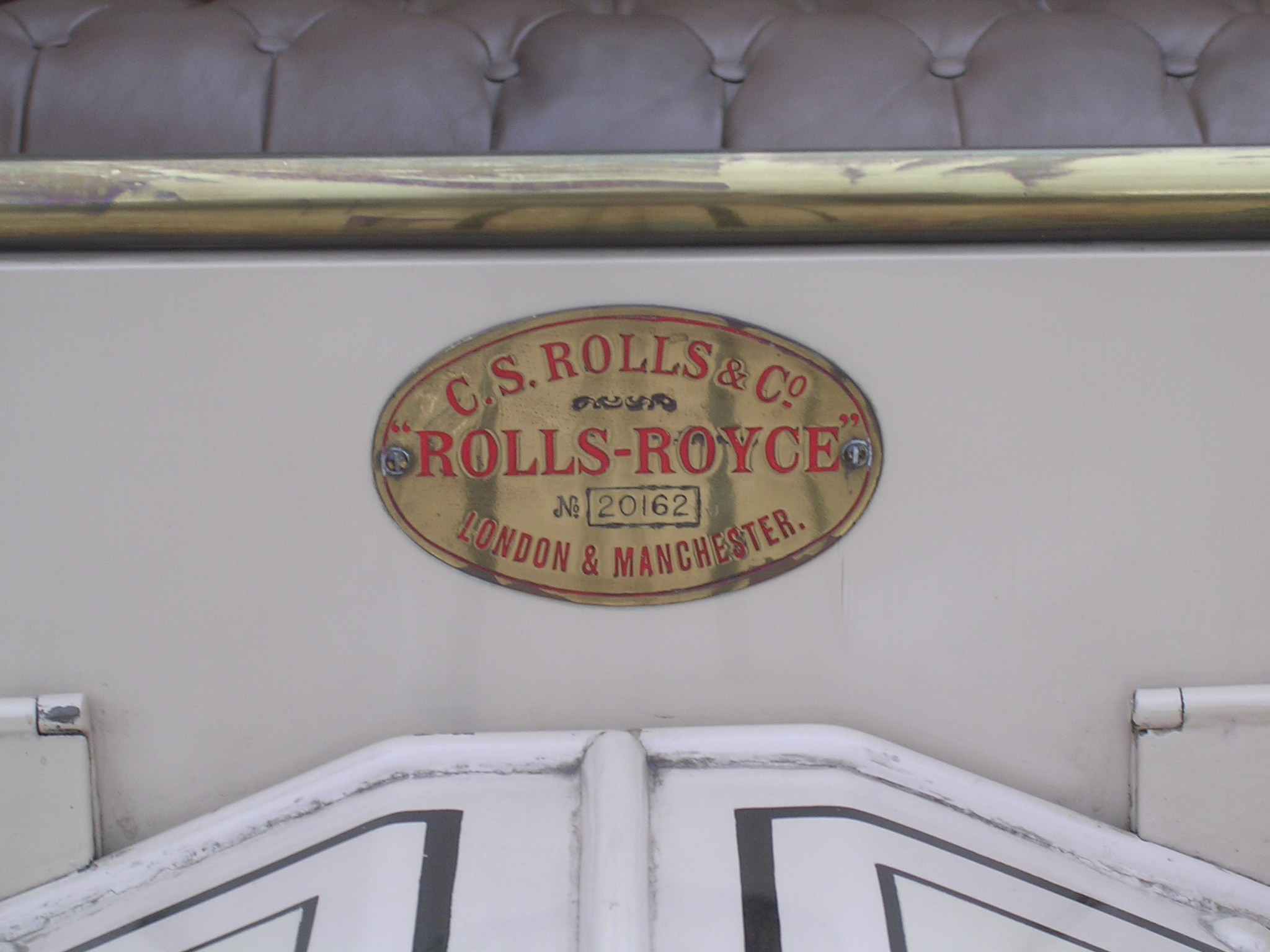